# الأصوات المحرمة
الأصوات المحرمة (بالإنجليزية: Forbidden Voices)‏ هي أغنية من إنتاج دي جي الهولندي ومنتج التسجيلات مارتن غاركس. أصدرت كتنزيل مجاني في 6 فبراير 2015 وفي 2 مارس 2015 على آي تيونز. دخلت الأغنية في تصنيفات عدد من البلدان ومنها فرنسا وهولندا.

## الفيديو الموسيقي
تم إطلاق مقطع فيديو موسيقي المرافق «للأغنية» لأول مرة على يوتيوب في 6 فبراير 2015 بطول إجمالي بلغ ثلاث دقائق وثلاثون ثانية.

## التصنيفات
| التصنيف (2015)                                  | المركز |
| ----------------------------------------------- | ------ |
| France (سنديكا ناسيونال دي ليديسيون فونوغرافيك) | 133    |
| Netherlands (Mega Single Top 100)               | 29     |
| Netherlands (دتش توب 40)                        | 35     |

## تاريخ الإصدار
| المنطقة | التاريخ     | الشكل      | الشركة        |
| ------- | ----------- | ---------- | ------------- |
| هولندا  | 2 مارس 2015 | تنزيل رقمي | سبينن ريكوردز |